# Xã Rosebud, Quận Polk, Minnesota
Xã Rosebud (tiếng Anh: Rosebud Township) là một xã thuộc quận Polk, tiểu bang Minnesota, Hoa Kỳ. Năm 2010, dân số của xã này là 351 người.